# فضای نرمال
در توپولوژی، فضای نرمال، فضای توپولوژیکی چون {\displaystyle X} است که در اصل موضوعه {\displaystyle \mathbf {T} _{4}} صدق کند: هر دو مجموعه بسته مجزایی از {\displaystyle X}، دارای همسایه های بسته مجزا اند. فضای هاسدورف نرمال را فضای {\displaystyle T_{4}} می نامند. این شرایط مثال هایی از اصول جداسازی اند و شرایط قوی تر از نرمال، شرایطی چون فضاهای های کاملاً هاسدورف نرمال یا فضاهای {\displaystyle T_{5}} و فضاهای هاسدورف نرمال بی‌نقص یا فضاهای {\displaystyle T_{6}} را شامل می شود.